# Mexify
Mexify (bürgerlich Maximilian; * 26. Dezember 1996 in Hildesheim) ist ein deutscher Webvideoproduzent und Autor. Mexify erlangte Bekanntheit durch die Veröffentlichung von Let’s Plays auf seinem YouTube-Kanal.

## Kanal
Mexify erstellte den gleichnamigen Kanal am 16. Juli 2012. Am 17. Februar 2016 veröffentlichte er sein erstes Video zum Spiel GTA V, welches er mit den zwei YouTubern Pozyh und Awerios aufgenommen hat. Damals spielte er noch komplett ohne FaceCam, dies änderte sich jedoch am 10. Oktober 2020 zu seinem 1.000.000-Abo-Special.
Sein Maskottchen ist ein grüner Dino, in seinen Videos trug er zunächst einen entsprechenden Onesie. Inzwischen trägt er stattdessen häufig ein Paar pinke Katzenohren.
Mexify unterhält neben seinem Hauptkanal noch drei Neben-Kanäle, und zwar Mexify Games, Mexify + und Mexify Reagiert. Der Kanal Mexify Games wurde am 1. Mai 2018 erstellt. Auf diesem Kanal lädt er Gamevideos hoch. Der Kanal Mexify + wurde erst am 8. März 2020 gegründet. Dort lädt er neben Reaktionen auf Videos auch immer wieder Vlogs und Challenges mit anderen Content Creatorn hoch. Sein dritter YouTube-Kanal Mexify Reagiert wurde am 25. März 2023 erstellt. Dort werden ausschließlich Reaktionen auf Videos anderer YouTuber hochgeladen.
Neben seinem YouTube-Channel ist Mexify auch auf Twitch vertreten.

## Bücher
Am 24. August 2020 wurde sein erstes Buch unter dem Titel Das Hotel im Nirgendwo veröffentlicht, das im Riva Verlag erschien. Autor des Buches ist Josh Matthews. Illustriert wurde das Buch von Lian (Lisa Santrau). Das Buch erreichte die Top Ten der österreichischen Kinder- und Jugendbuch Bestsellerliste im Oktober 2020. Auch in Deutschland erreichte das Buch die Top Ten der Spiegel-Bestsellerliste.
Im Oktober 2021 ist sein zweites Buch unter dem Titel Das magische Haus erschienen.